# Colby (Kansas)
Colby es una ciudad ubicada en el de condado de Thomas en el estado estadounidense de Kansas. En el año 2010 tenía una población de 5387 habitantes y una densidad poblacional de 626,4 personas por km².

## Geografía
Colby se encuentra ubicada en las coordenadas 39°23′32″N 101°02′51″O / 39.392093, -101.047532 (39.392093, -101.047532).

## Demografía
Según la Oficina del Censo en 2000 los ingresos medios por hogar en la localidad eran de $34,615 y los ingresos medios por familia eran $45,127. Los hombres tenían unos ingresos medios de $34,097 frente a los $21,706 para las mujeres. La renta per cápita para la localidad era de $18,872. Alrededor del 12.4% de la población estaban por debajo del umbral de pobreza.